# Marc Tawil
Marc Enrique Tawil (São Paulo, 16 de dezembro de 1973) é comunicador, empreendedor, escritor, filantropo e palestrante brasileiro nas áreas de comunicação, futuro do trabalho, tendências de comportamento e universo das marcas. Tem dois livros publicados no Brasil como autor. Desde 2019, é colunista de opinião de Época Negócios, podcaster e apresentador da Rádio Jovem Pan e conselheiro editorial da Revista HSM Management. Foi eleito Nº 1 LinkedIn Top Voices do Brasil, em 2016.

## Biografia
Marc Tawil nasceu em São Paulo. É filho de mãe egípcia (Mireille Demal Tawil) e pai libanês (Isaac Tawil, in memoriam), sefarditas que vieram ao Brasil após morar e se casar na França. É casado desde 2010 com Elisa Wrona Rosenthal Tawil, com quem tem dois filhos, Cora (2014) e Josh (2016).
Formado em Comunicação Social pela Universidade São Judas Tadeu (USJT), tem MBAs em Gestão Empresarial pela Fundação Getulio Vargas (FGV) e em Marketing pela Escola Superior de Agricultura “Luiz de Queiroz” (Esalq-USP). 
Por 15 anos, atuou em alguns dos principais grupos de mídia do País, como Jovem Pan, Estadão, Globo e Bandeirantes, até empreender, em 2010 e desde 2018, voltou à Imprensa como colunista e apresentador.

## Carreira
Iniciou sua carreira como jornalista em 1995, na extinta Resenha Judaica, jornal impresso da comunidade judaica sediado em São Paulo e que, anos mais tarde, daria origem à Tribuna Judaica. Um ano depois, em 1996, passou pela redação da Revista dos Bares e Restaurantes, ligada à Associação de Bares e Restaurantes Diferenciados (ABREDI, que depois se transformaria em ABRASEL SP). 
Em 1997, ingressou na Rádio Jovem Pan como rádio-escuta. Saiu, em 2000, como editor de Internacional, para o Jornal da Tarde (Estadão).No Jornal da Tarde, permaneceu por sete anos: ingressou como editor-assistente de Mundo, foi editor-assistente de Cidades e encerrou seu ciclo como subeditor de Variedades. Assinou reportagens relevantes e realizou entrevistas com personalidades nacionais e globais, como o Prêmio Nobel da Paz, Elie Wiesel.
Em 2007, a convite da Rádio BandNews FM, emissora que caminhava para seu terceiro ano de vida, tornou-se apresentador. Em 2008, estreou como repórter, produzindo e apresentando reportagens exclusivas e participando, ao vivo, dos jornais apresentados por Ricardo Boechat, Luiz Megale, Eduardo Barão, Marcelo Parada, Sheila Magalhães, Fernanda D’Ávila e Boris Casoy.
Em 2018, estreou na bancada do Café das 6h da Rádio Globo como comentarista do programa diário apresentado pela jornalista Mariana Godoy. Na rádio, produziu e apresentou o quadro diário Globo Diversidade. Permaneceu na emissora até julho de 2019, quando a rádio extinguiu a quase totalidade da sua grade. Nesse mesmo ano passou a assinar a coluna de opinião semanal “Futuro do Trabalho”, no portal Época Negócios, e a inteirar o grupo de conselheiros editoriais da Revista HSM Management. E juntou-se ao time de podcasters da Rádio Jovem Pan, onde produz e apresenta o podcast Autoperformance.

## Publicações
Possui livros publicados como autor, co-autor e editor.
- 2006 – Avanços e Ajustes – Os 35 anos de um escritório de advocacia – Carlos Soulié F. do Amaral – Stampato (pesquisador)
- 2007 – Trânsito Assassino – As Mortes Aumentam, Ninguém Liga – Terceiro Nome (autor)
- 2009 – Haja Saco, O Livro – Mutifoco (coautor)
- 2018 – Um Olhar – Rita Diwan – Editora Maayanot (editor)
- 2018 – O Pulo do Gato: esse gato ninguém segura – Claudio Junqueira – Letras do Pensamento (editor)
- 2021 – Seja Sua Própria Marca – HarperCollins Brasil (autor)